# Karla Chadimová
Karla Chadimová (* 13. června 1943 Praha) je česká herečka. Jejím manželem byl Jan Tříska, se kterým má dvě dcery Karlu Třískovou a Janu Třískovou.

## Život
Karla Chadimová se poprvé objevila před kamerou ve třinácti letech, a to ve filmu Florenc 13,30. V padesátých a šedesátých letech byla nejvíce obsazovaná do filmů českých, ale i zahraničních. Roku 1977 s manželem opustili Československo a odjeli do USA, kde Karla rezignovala na povolání herečky a uplatnila se jako hosteska a postupně se vypracovala na post manažerky hotelu Bel-Air v Hollywoodu. V devadesátých letech se s rodinou vrátila zpět do rodné země a její poslední rolí byla poštovní úřednice ve filmu Obecná škola. Dne 25. 9. 2017 přišla o svého manžela Jana Třísku, který zemřel den poté, co spadl z Karlova mostu do Vltavy.

## Film
- 1957 Florenc 13,30 – role: cestující

## Televize
- 1965 Z Adamova deníku (TV dramatizace knihy Marka Twaina) – role: Eva
- 1971 Zločin na Zlenicích hradě (TV inscenace) – role: Jitka